# Coturnix gomerae
Coturnix gomerae або Канарська перепілка — вимерлий вид перепілок, що мешкав на Канарських островах.
У цього виду перепілок крила були відносно менші, ніж у звичайної перепілки (Coturnix coturnix). Імовірно, птах вів менш рухливий спосіб життя. Його вимирання пов'язують з поширенням в 15 столітті на островах щурів і кішок.